# Nationalliga A (Eishockey) 1948/49
Die Saison 1948/1949 war die elfte reguläre Austragung der Nationalliga A, der höchsten Schweizer Spielklasse im Eishockey. Schweizer Meister wurde der Zürcher SC.

## Modus
Im Gegensatz zum Vorjahr wurde die Liga in der Hauptrunde wieder in zwei Gruppen zu je vier Mannschaften aufgeteilt. Jede der Mannschaften spielte in Hin- und Rückspiel gegen jeden Gruppengegner, wodurch die Gesamtanzahl der Spiele pro Mannschaft sechs betrug. Anschliessend qualifizierten sich die beiden besten Mannschaften jeder Gruppe für die Finalrunde, deren Sieger Meister wurde, während die übrigen vier Mannschaften gegeneinander um den Klassenerhalt antraten und der Letzte der Abstiegsrunde gegen den besten Zweitligisten in der Relegation antreten musste. Für einen Sieg erhielt jede Mannschaft zwei Punkte, bei einem Unentschieden einen Punkt. Bei einer Niederlage erhielt man keine Punkte.

## Hauptrunde

### Gruppe 1
| Pl. | Team                      | Sp. | S | U | N | Tore  | Pkt. |
| --- | ------------------------- | --- | - | - | - | ----- | ---- |
| 1.  | Zürcher SC                | 6   | 6 | 0 | 0 | 57:19 | 12   |
| 2.  | EHC Arosa                 | 6   | 3 | 1 | 2 | 44:36 | 7    |
| 3.  | Young Sprinters Neuchâtel | 6   | 2 | 1 | 3 | 30:39 | 5    |
| 4.  | Grasshopper-Club          | 6   | 0 | 0 | 6 | 18:58 | 0    |

### Gruppe 2
| Pl. | Team                | Sp. | S | U | N | Tore  | Pkt. |
| --- | ------------------- | --- | - | - | - | ----- | ---- |
| 1.  | EHC Basel-Rotweiss  | 6   | 4 | 2 | 0 | 28:19 | 10   |
| 2.  | HC Davos            | 6   | 4 | 1 | 1 | 33:16 | 9    |
| 3.  | SC Bern             | 6   | 2 | 0 | 4 | 28:29 | 4    |
| 4.  | Montchoisi Lausanne | 6   | 0 | 1 | 5 | 16:41 | 1    |

Die Ergebnisse aus der Hauptrunde zwischen den beiden Mannschaften einer Gruppe, die zusammen in der Final- bzw. Abstiegsrunde aufliefen, wurden in die Final- bzw. Abstiegsrunde übernommen.

## Finalrunde
| Pl. | Team               | Sp. | S | U | N | Tore  | Pkt. |
| --- | ------------------ | --- | - | - | - | ----- | ---- |
| 1.  | Zürcher SC         | 6   | 4 | 1 | 1 | 39:20 | 9    |
| 2.  | HC Davos           | 6   | 3 | 1 | 2 | 26:16 | 7    |
| 3.  | EHC Basel-Rotweiss | 6   | 1 | 2 | 3 | 24:35 | 4    |
| 4.  | EHC Arosa          | 6   | 2 | 0 | 4 | 31:49 | 4    |

Dem Zürcher SC gelang es den Schweizer Serienmeister HC Davos, der elf Mal hintereinander die nationale Meisterschaft gewinnen konnte, zu entthronen und gewann den zweiten Schweizer Meistertitel der Vereinsgeschichte.

## Abstiegsrunde
| Pl. | Team                      | Sp. | S | U | N | Tore  | Pkt. |
| --- | ------------------------- | --- | - | - | - | ----- | ---- |
| 5.  | Young Sprinters Neuchâtel | 6   | 5 | 0 | 1 | 44:27 | 10   |
| 6.  | SC Bern                   | 6   | 4 | 0 | 2 | 40:32 | 8    |
| 7.  | Montchoisi Lausanne       | 6   | 2 | 1 | 3 | 24:35 | 5    |
| 8.  | Grasshopper-Club          | 6   | 0 | 1 | 5 | 29:43 | 1    |

## Relegation
- Grasshopper-Club – HC Ambrì-Piotta 4:3

Der Grasshopper-Club, welcher von seinen zwölf Saisonspielen elf verlor und nur einen Punkt in Haupt- und Abstiegsrunde erreichte, schlug den NLB-Meister Ambrì-Piotta knapp mit 4:3 und konnte sich durch den einzigen Saisonsieg den Klassenerhalt sichern.